# Розенкампфф, Артур
Артур Генри Розенкампфф (англ. Arthur Henry Rosenkampff; 3 ноября 1884, Нью-Йорк, Нью-Йорк — 6 ноября 1952, Ньюарк, Нью-Джерси) — американский гимнаст и легкоатлет, серебряный призёр летних Олимпийских игр 1904.
На Играх 1904 в Сент-Луисе в гимнастике Розенкампфф участвовал в трёх дисциплинах. Он стал вторым в командном первенстве и выиграл серебряную медаль. Также он занял 89-ю позицию в личном первенстве и 76-ю в первенстве на 9 снарядах.
В лёгкой атлетике Биссингер соревновался только в троеборье, в котором он занял 102-е место.